# HD144844
HD144844 — хімічно пекулярна зоря спектрального класу B9, що має видиму зоряну величину в смузі V приблизно  5,9.
Вона  розташована на відстані близько 426,3 світлових років від Сонця.

## Пекулярний хімічний склад
Зоряна атмосфера HD144844 має підвищений вміст 
Mn
.

## Магнітне поле
Спектр даної зорі вказує на наявність магнітного поля у її зоряній атмосфері.
Напруженість повздовжної компоненти поля оціненої з аналізу
наявних ліній металів
становить  318,1± 265,5 Гаус.